# Otacílio Costa (kommun)
Otacílio Costa är en kommun i Brasilien.   Den ligger i delstaten Santa Catarina, i den södra delen av landet, 1 300 km söder om huvudstaden Brasília. Antalet invånare är 16 348.
Följande samhällen finns i Otacílio Costa:
- Otacílio Costa

I omgivningarna runt Otacílio Costa växer i huvudsak städsegrön lövskog. Runt Otacílio Costa är det glesbefolkat, med 17 invånare per kvadratkilometer.